# Солотвинський
Соло́твинський (Соло́твинка) — річка в Українських Карпатах, у межах Ужгородського району Закарпатської області. Права притока Старої (басейн Латориці).

## Опис
Довжина 21 км, площа басейну 43,8 км². Похил річки 22 м/км. Річка типово гірська у верхній течії (в межах Карпат) і типово рівнинна в пониззі (в межах Закарпатської низовини). В гірській частині річкова долина вузька і глибока, заліснена; у низинній частині — широка і неглибока, поросла лучною рослинністю. Річище слабозвивисте, в пониззі каналізоване і випрямлене.

## Розташування
Солотвинський бере початок на північ від села Верхня Солотвина, при південних відногах гори Анталовецька Поляна (гірський масив Маковиця). Тече переважно на південь, у пониззі — частково на південний захід. Впадає до Старої на південний захід від села Руські Комарівці.